# Beate Schneider
Beate Schneider (* 1947 in Fulda) ist Professorin für Kommunikations- und Medienwissenschaft am Institut für Journalistik und Kommunikationsforschung der Hochschule für Musik, Theater und Medien Hannover. 

## Karriere
Sie studierte Publizistik, Politikwissenschaften und Geschichte an den Universitäten Mainz, Frankfurt, und Tucson/Arizona und promovierte im Jahre 1973. Von 1973 bis 1977 war sie wissenschaftliche Angestellte im Planungsstab der Universität Hamburg. Von 1977 bis 1985 war sie wissenschaftliche Mitarbeiterin und Hochschulassistentin am Institut für internationale Politik an der Universität der Bundeswehr Hamburg. Von 1985 bis 1993 war sie Professorin für Journalistik mit dem Schwerpunkt Vergleichende Medienlehre am Ergänzungsstudiengang Journalistik, bis sie dann 1993 Professorin für Medienwissenschaft am Institut für Journalistik und Kommunikationsforschung wurde. Sie hat das Institut zusammen mit Klaus Schönbach gegründet. 
Von 1993 bis 1997 und seit Juli 2010 ist sie Vizepräsidentin der Hochschule für Musik, Theater und Medien Hannover. Von 1995 bis 2002 und von Februar 2009 bis Juni 2010 war sie Direktorin des Instituts für Journalistik und Kommunikationsforschung.

## Forschungsschwerpunkte
Die Schwerpunkte ihrer wissenschaftlichen Arbeit liegen auf der Entwicklung der Medien und des Journalismus in der ehemaligen DDR. Forschung und Lehre konzentrieren sich auf nationale und internationale Mediensysteme und die Analyse von Medienangeboten und deren Produktion.

## Mitgliedschaften
Bis 2004 war sie Mitglied im wissenschaftlichen Beirat der Bundeszentrale für Politische Bildung. Bis 2008 war sie Mitglied im Fernsehrat des Zweiten Deutschen Fernsehens (ZDF) und stellvertretende Vorsitzende des Kuratoriums der Universität Erfurt. Sie ist Mitglied im Beirat der Initiative D21 sowie im Kuratorium für den „Theodor-Wolff-Preis“. Außerdem ist sie Mitglied im Programmbeirat von Hitradio Antenne Niedersachsen, im Fachbeirat der nordmedia, stellvertretendes Mitglied im Verwaltungsrat der Deutschen Welle sowie im Wissenschaftlichen Beirat der Zeitschrift „Die Politische Meinung“, sowie Kuratorin der Heitland Foundation.